# Николай Възелов
Николай Възелов е български футболист, защитник.

## Биография
Роден е на 28 юни 1973 г. в Бургас. Играл е за Черноморец, Велбъжд, Камено и в Италия. Бронзов медалист през 1999, 2000 и 2001 с Велбъжд, финалист за купата на страната през 2001.

## Статистика по сезони
- Черноморец – 1993/94 – А група, 8 мача/1 гол
- Черноморец – 1994/95 – Б група, 17/2
- Черноморец – 1995/96 – В група, 26/4
- Черноморец – 1996/97 – Б група, 32/2
- Велбъжд – 1997/98 – А група, 24/0
- Велбъжд – 1998/99 – А група, 11/1
- Велбъжд – 1999/00 – А група, 17/0
- Велбъжд – 2000/01 – А група, 3/0
- Камено – 2001/02 – В група, 23/2
- Камено – 2002/03 – В група, 28/3
- Камено – 2003/ес. - В група, 15/1
- Италия – 2004/пр. - Серия C1